# Estetyka zen
Estetyka zen – specyficzne podejście do twórczości artystycznej związanej z ideami buddyzmu zen (chiń. chan).

## Estetyka zen
Estetyka i filozofia zen wyrażają się we wszystkich dziedzinach życia: w architekturze, w założeniach ogrodowych, w ceremonii picia herbaty (jap. chadō lub cha-no-yu), w szczególnym kształcie czarek używanych do picia herbaty (i sake), w chińskim malarstwie tuszem epoki Song (960–1279 roku), w japońskim malarstwie tuszem (jap. suiboku-ga, sumi-e), w literaturze – zwłaszcza poezji (Hanshana i w japońskim haiku), a nawet w sztukach walki.
Sztuce stawia się podobne wymagania, co życiu; piękno jest równoznaczne z prostotą kształtów, surową oszczędnością barw, linii i słów. Przepych, ostentacja i tani sentymentalizm uważany jest za barbaryzm. Kolory winny być przyciszone, motywy zdobnicze skromne, najlepiej przejęte z przyrody. W ciągu rozwoju malarstwa kolor właściwie porzucono, aby dać pole do działania intuicji. Kolor jest iluzją, a iluzja jest kolorem.
Postulat prostoty nie oznacza w praktyce ubóstwa czy abnegacji. Osiągnięcie szlachetnej i wyrafinowanej w końcu prostoty wymaga większego wysiłku niż sztuka, która popisuje się zewnętrznym blaskiem i przepychem.
Symetria uważana jest za sztuczną regułę kompozycyjną, akceptującą martwy, mechaniczny porządek rzeczy, obcy naturze i naturalności. Asymetria wyraża dynamikę stawania się, wiecznego ruchu we wszechświecie i życia, którego praw nie można wykalkulować, lecz należy je odkryć intuicyjnie.
Ideały estetyczne zen przynajmniej częściowo zawarły się w takich terminach, jak:
- prostota, prostota cichego życia – chiń. tuo, kor. t’a, jap. ta i wiet. tha. Termin ten najbardziej znany jest jako japońskie słowo wabi.
- bezpretensjonalna prostota – chiń. ji, kor. chŏk, jap. seki, wiet. tich. Termin ten najbardziej znany jest jako japońskie słowo sabi.

Obydwa te terminy często występują razem jako wabi-sabi.
- surowość, powściągliwość, przyciszenie – jap. shibui
- smutek, nostalgia – jap. aware
- ukryta esencja, mistyczna treść dzieła – jap. yūgen

W malarstwie dąży się do uchwycenia wewnętrznej istoty rzeczywistości; może się ona przejawiać w buddzie, pejzażu, zwierzęciu, gałązce bambusa itd.
Malarstwo tuszem jest monochromatyczne; rezygnuje z trójwymiarowości, plastyczności i światłocienia. Obraz redukowany jest czasem do kilkunastu kresek i plam na pustym, neutralnym tle jedwabiu czy papieru ryżowego. Obraz powstaje szybko; tusz wsiąka i wysycha natychmiast i wszelkie poprawki są niemożliwe. Podkreśla to rolę intuicyjnego działania, zgodnego z duchem zen. Mnisi chan i zen stworzyli swobodny styl malarski zwany zenga stosowany np. do ilustrowania wierszy z Zenrin kushū czy różnych dialogów pomiędzy mistrzem chan a uczniem (chiń. wenda, jap. mondō) lub różnych przypowieści z sutr. Odpowiednikiem tego stylu w Japonii był styl haiga – niezwykle nonszalancki i sugestywny styl towarzyszący wierszom haiku. Zenga i haiga, to najskrajniejsze formy malarstwa chińskim tuszem (jap. sumi-e) – najbardziej spontaniczne, naturalne, surowe, pełne owych niekontrolowanych przypadków pędzla, w których przejawiała się wspaniała bezcelowość samej przyrody, w najpospolitszym i najskromniejszym otoczeniu.
Jednak najwyższą rangę ideową i artystyczną nadaje się pejzażowi. Wiąże się to m.in. z tym, że indywidualne, spontaniczne przeżycie, wyzwalane jest głównie przez kontemplację natury, przez wnikanie w jej duchową istotę. Człowiek jest jedynie częścią natury – małą i niewiele znaczącą w porównaniu z całą nieograniczonością i wiecznością otaczającego świata. Wytwarza to szczególne nastawienie, pełne uwielbienia i poczucia pokory do wszystkich przejawów natury. Miarą i symbolem wszechświata jest natura, a nie człowiek. Podsumować to można sentencją Prawdziwe piękno dostrzeże ten, kto umie Nieskończoność dokończyć w duchu.

## Haiku

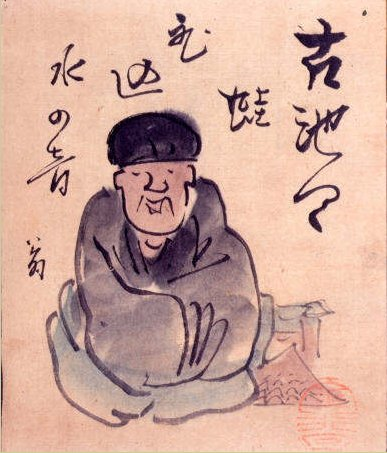
Kinkoku Yokoi (1761–1832), Portret Bashō Matsuo; wokół: haiku Stary staw i żaba (ok. 1820)

Stary staw i żaba

Furuike-ya
kawazu tobikomu
mizu-no oto

Tu staw wiekowy
skacze żaba – i oto
woda zagrała

## Artyści
- Wu Daozi (700-760)
- Wang Wei (698-759)
- Xia Gui (działał 1180-1230)
- Ma Yuan (działał 1190-1224)
- Muqi
- Liang Kai (okres twórczy 1195-1224)
- Su Dongpo
- Hanshan
- Musō Kokushi
- Cho Densu
- Tenshō Shūbun
- Soga Jasoku
- Sesshū Tōyō
- Musashi Miyamoto
- Hakuin Ekaku
- Sengai Gibon
- Bashō Matsuo
- Issa Kobayashi
- Moritake
- Ikkyū Sōjun
- Ryōkan
- Sen no Rikyū

## Galeria

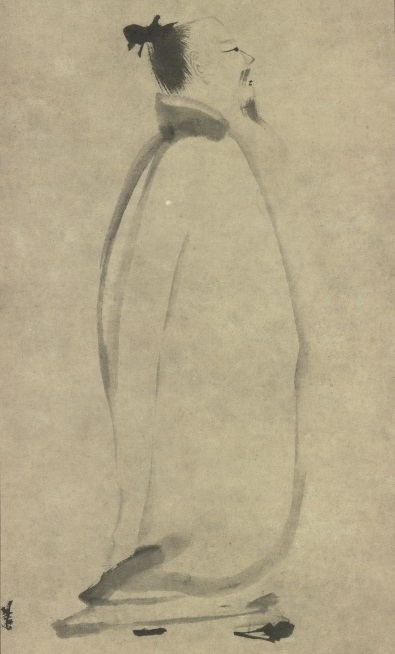
Liang Kai, Li Bai na przechadzce
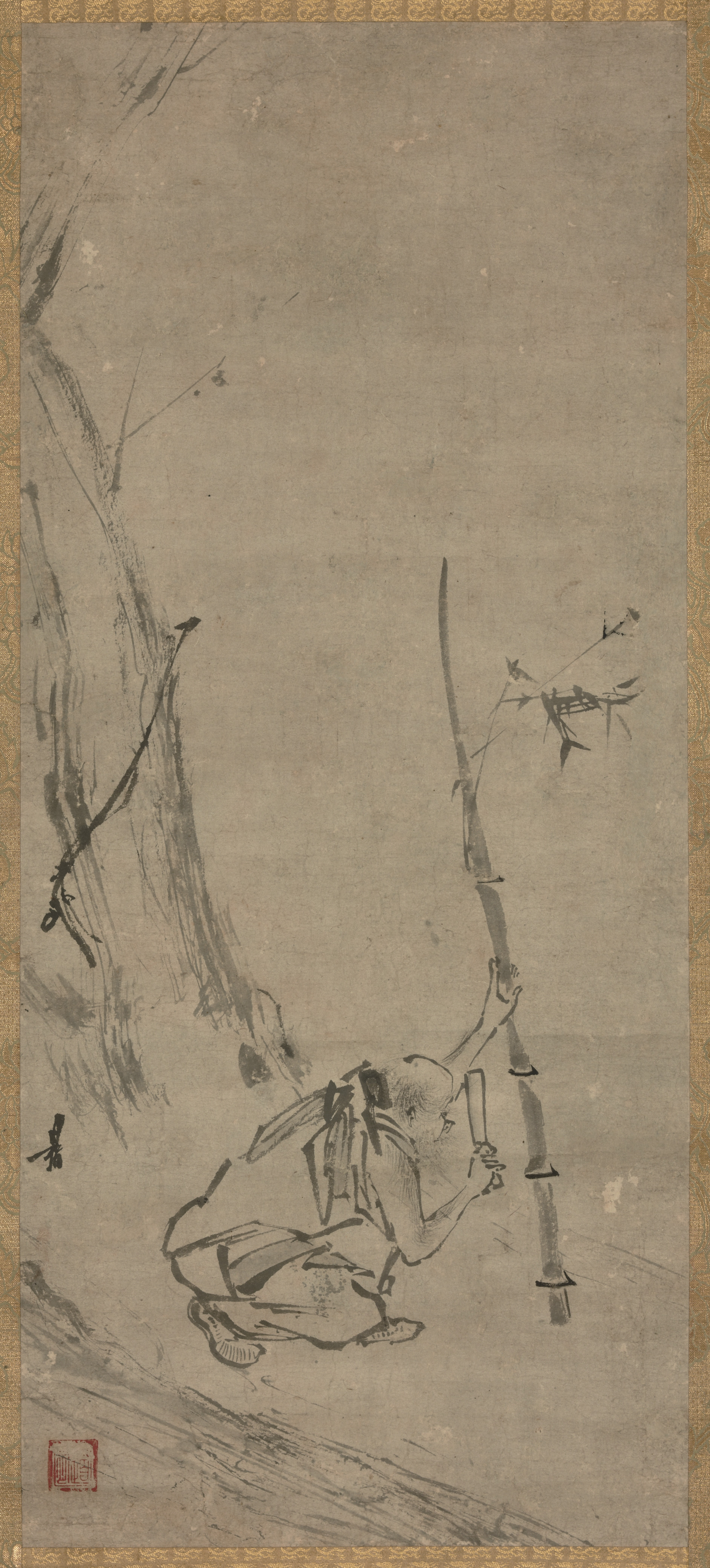
Liang Kai, Huineng tnący bambus
Tōhaku Hasegawa, Sosny
Sesshū Tōyō, Pejzaż
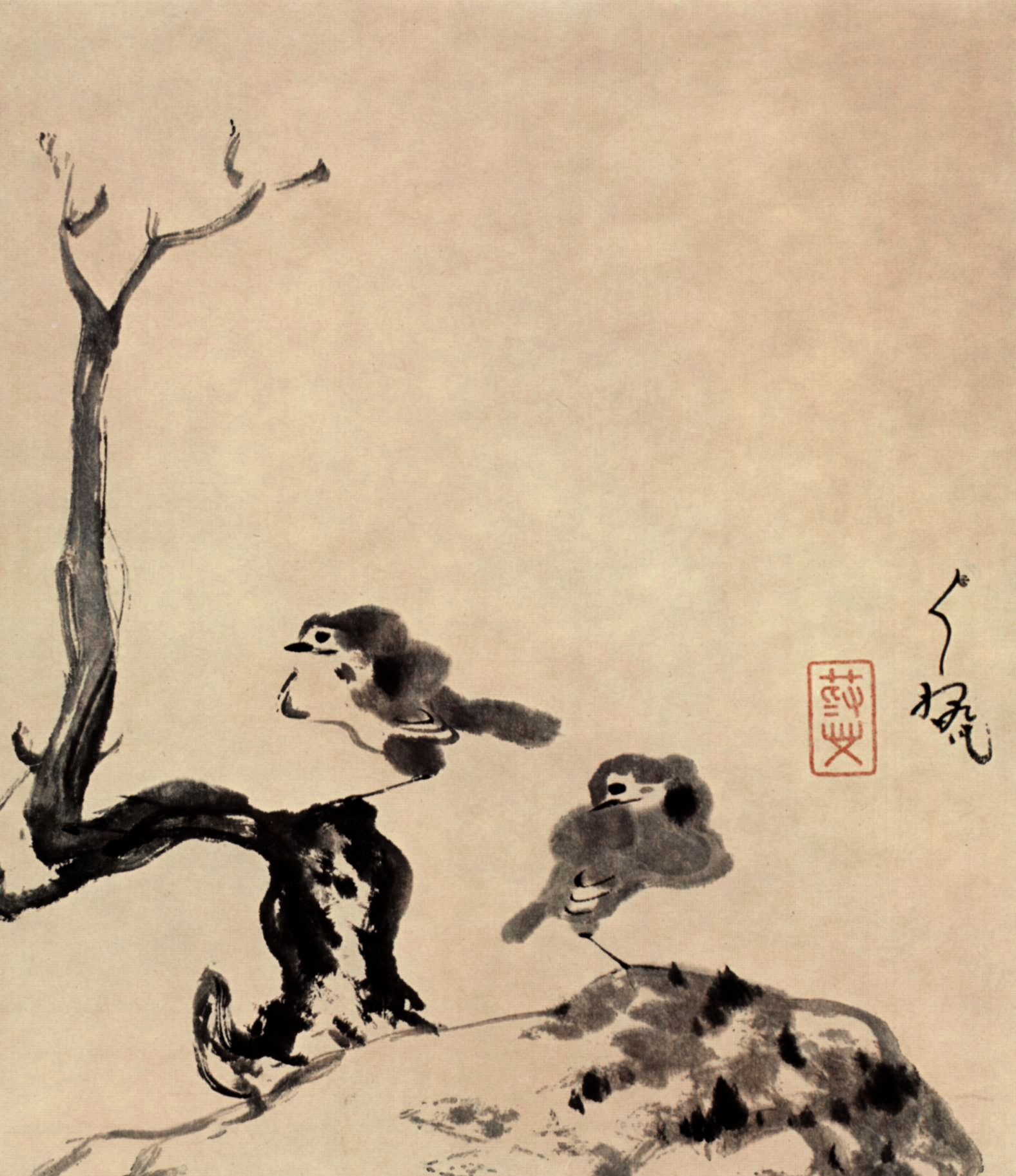
Zhu Da, Ptaki

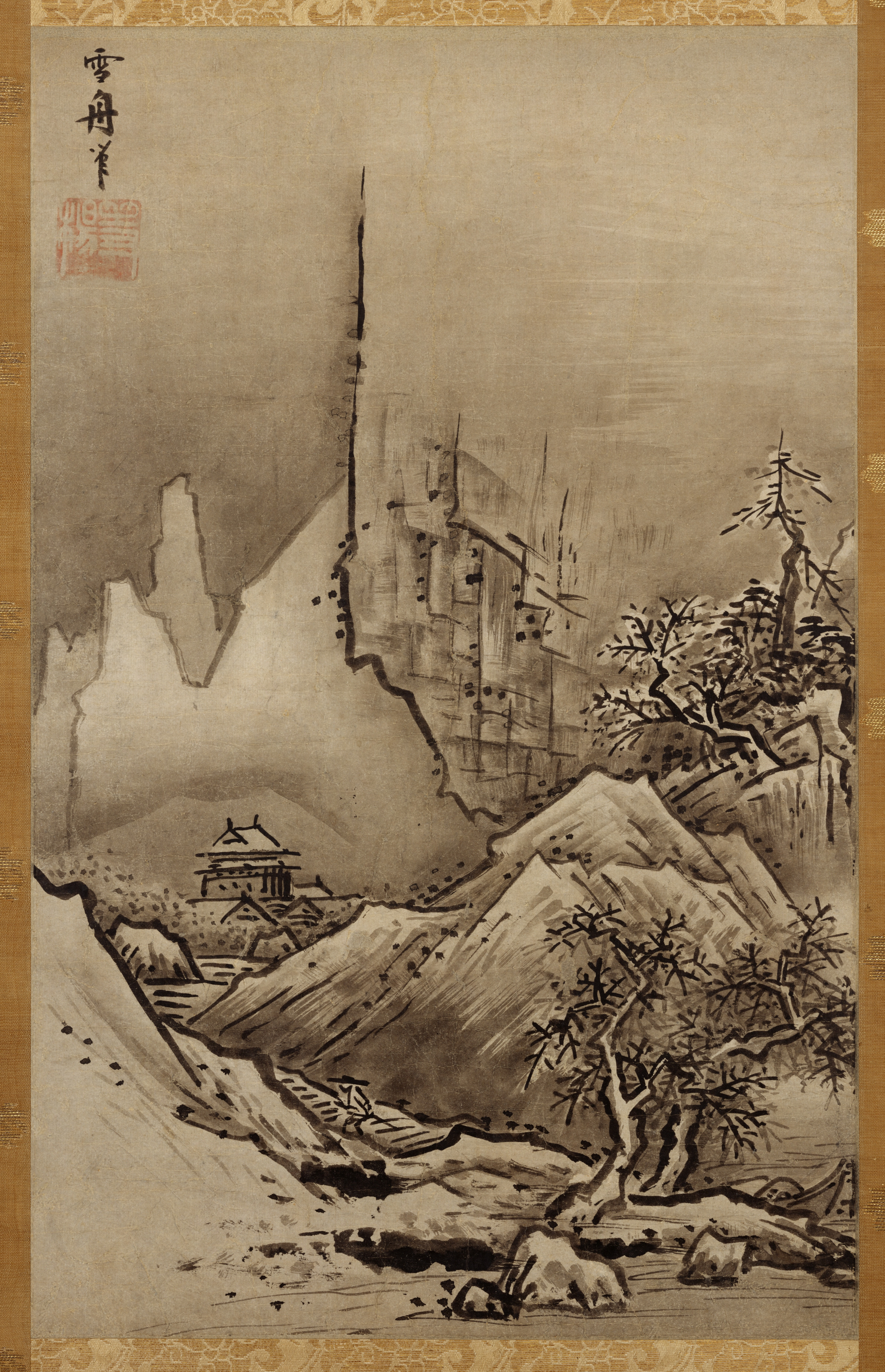
Sesshū Tōyō, Zimowy pejzaż
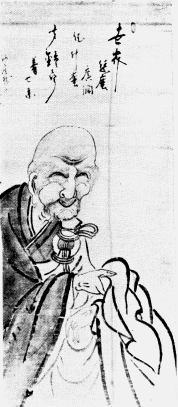
Ekaku Hakuin, Mistrz chan Yunmen Wenyan
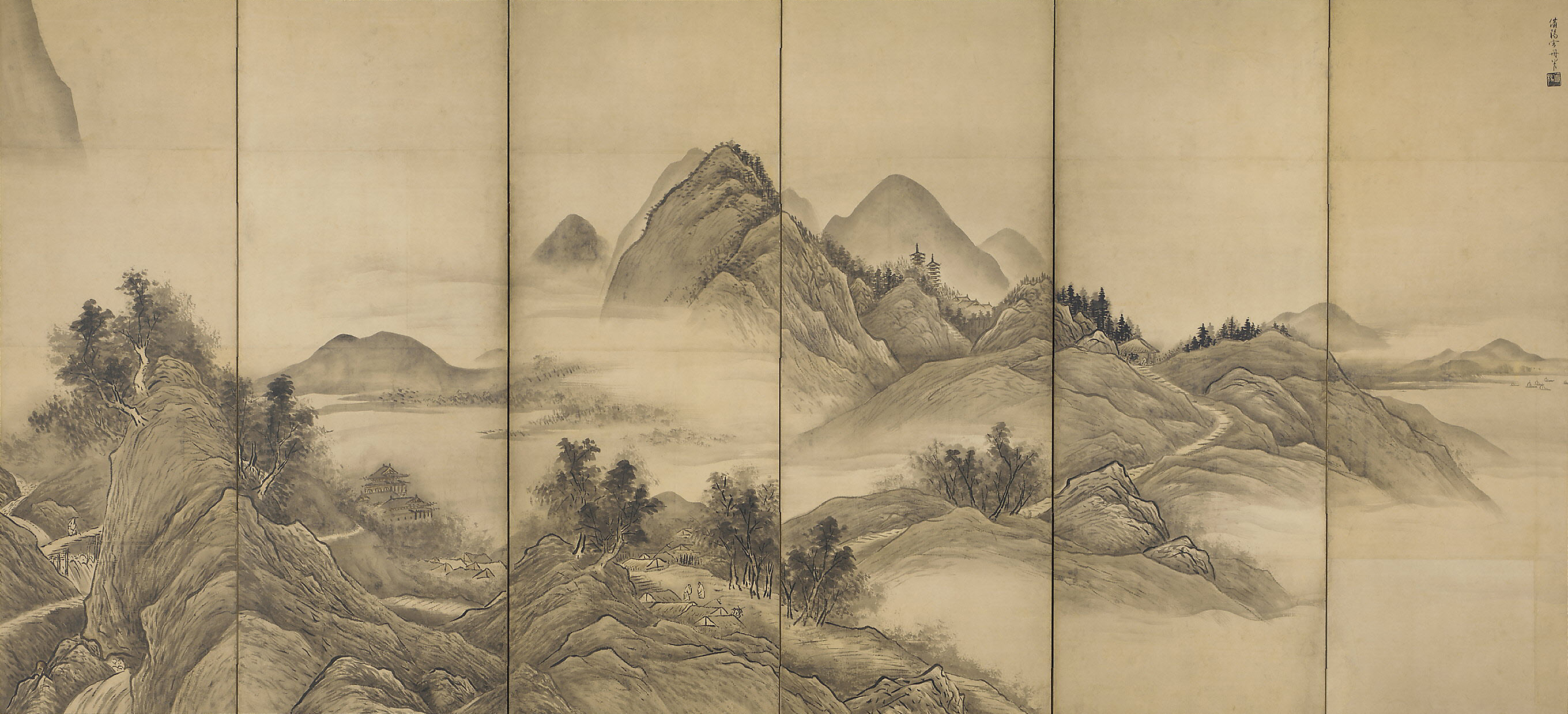
Sesshū Tōyō, Pejzaż (na parawanie byōbu)
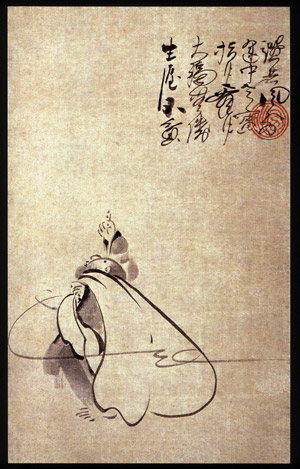
Ekun Fūgai, Dobry Hotei (chiń. Budai)
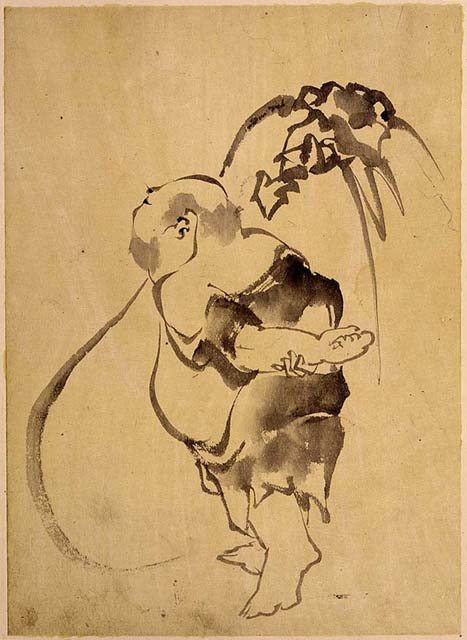
Hokusai, Hotei (chiń. Budai)